# パレマルシェ西春
パレマルシェ西春（パレマルシェにしはる）は、かつて愛知県北名古屋市（旧西春日井郡師勝町）にあり、オークワが運営したショッピングセンターである。

## 概要
長年、名鉄パレ百貨店師勝西春で運営されたが、パレへの営業継承にともない、現在の店舗名となった。
フロア数は神宮店と並びパレマルシェ全店の中で最多フロアであった。神宮店閉店（2021年6月20日）後は当店が単独で最多となっていた。
2022年（令和4年）1月20日をもって閉店した（ショッピングセンター全体の閉店ではなく、パレマルシェ直営部分のみ閉店）。
閉店後の同年4月20日、施設保有者であるエスコンジャパンリート投資法人が、パレマルシェ閉店後にスーパーマーケット運営企業の義津屋が賃借契約を結んだと発表している。その後に義津屋が同年5月15日に、「Yストア西春店」の店名で同年5月21日より営業を開始すると発表した。

## フロア
地上5階建。2階に名鉄犬山線 西春駅との連絡通路がある。

### 1階
- 食品フロア
- 和洋菓子店
- フラワーショップ
- 寿司丸忠
- 総菜　ゆきこおばさんの台所
- 喫茶　サンディール
- 催事場
- ATM（セブン銀行、岐阜信用金庫）

### 2階
- マツモトキヨシ
- カフェ ローシャ
- 靴　エルパス
- パーティハウス
- 西春駅連絡口

### 3階
現在3階フロアは閉鎖中

### 4階
- 花もめん
- クラフトハートトーカイ
- 女性フィットネス　ガーヴス
- サンレジャン
- ダイソー
- 文化堂楽器店
- 催事場

### 5階
飲食店などが入居する。
- 桃源亭
- パレ歯科・矯正歯科
- 美容室
- 豆腐の鈴の屋
- ぶどう園
- ペペ
- いほはら
- 保険コンパス
- ポケットファミリーランド
- 名鉄コミュニティサロン （2022年2月28日　閉校）

## 店舗周辺
- 名鉄犬山線 西春駅

## アクセス
- 名鉄犬山線 西春駅東口すぐ。
  - 名鉄名古屋駅から急行で10分～15分。